# 卡鲁加姆帕图尔
卡鲁加姆帕图尔（Karugampattur），是印度泰米尔纳德邦Vellore县的一个城镇。总人口5272（2001年）。

## 人口
该地2001年总人口5272人，其中男性2616人，女性2656人；0—6岁人口751人，其中男363人，女388人；识字率58.86%，其中男性为68.58%，女性为49.28%。